# Anolis townsendi
Anolis townsendi, nazývaný také Norops townsendi, je endemický druh plaza z čeledi leguánovitých, který se vyskytuje na Kokosovém ostrově v Tichém oceánu.